# Gretchen Wilson

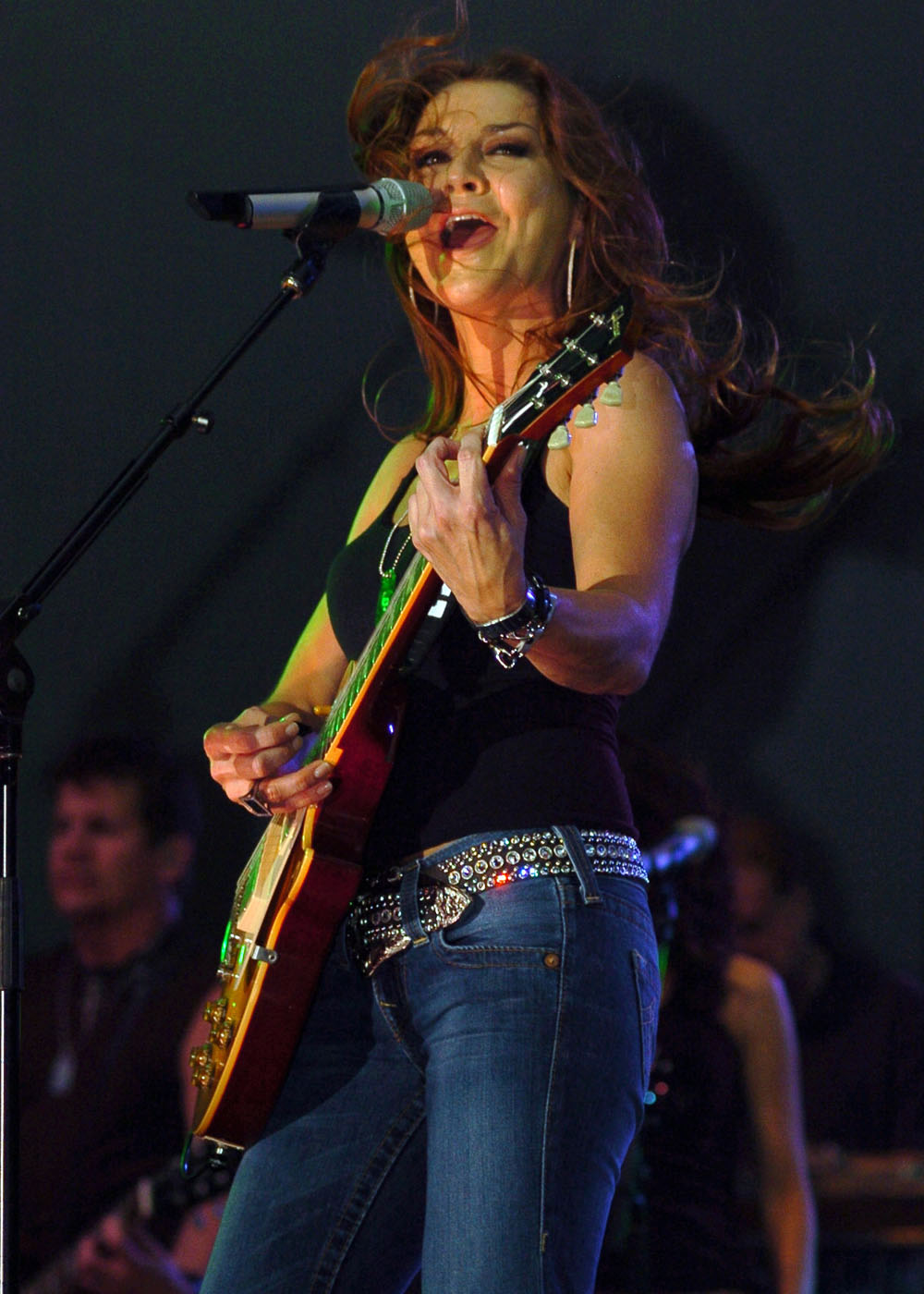
Gretchen Wilson bei einem Auftritt in der Naval Amphibious Base Little Creek (2008)

Gretchen Wilson (* 26. Juni 1973 in Pocahontas, Illinois) ist eine US-amerikanische mit dem Grammy ausgezeichnete Countrysängerin und Songwriterin, der 2004 mit dem Nummer-eins-Hit Redneck Woman der Durchbruch gelang. 

## Biografie
Gretchen Wilson stammt aus einfachen Verhältnissen aus einem Dorf mit etwa 700 Einwohnern. Ihre Mutter war bei ihrer Geburt erst 16 Jahre alt, ihr Vater verließ Mutter und Tochter zwei Jahre später. Im Alter von 15 Jahren zog Wilson aus und arbeitete zunächst als Kellnerin.
1996 beschloss sie – ohne abgeschlossene Ausbildung – nach Nashville zu ziehen, wo Wilson als Background-Sängerin in der „Bourbon Street Blues & Boogie Bar“ in der Printers Alley arbeitete und gleichzeitig Demo-Tapes aufnahm. Im Jahr 2000 wurde sie von den Musikern Big & Rich entdeckt, die sie einige Stücke mit der Hausband singen hörten. Im gleichen Jahr kam ihre Tochter Grace Frances Penner zur Welt.
Schließlich unterzeichnete Wilson einen Plattenvertrag bei Epic Records. Von ihrem Debütalbum Here for the Party aus dem Jahr 2003 wurden fünf Millionen Stück verkauft und folglich mit fünfmal Platin ausgezeichnet. Im selben Jahr wurde sie bei den Academy of Country Music Awards in den Kategorien Top Female Vocalist und Top New Artist ausgezeichnet. 2004 und 2005 erhielt sie diese Auszeichnungen auch bei den CMA Awards. Im Jahr 2005 erschien ihr zweites Album All Jacked Up, das den Erfolg des Debüts nur teilweise wiederholen konnte. Ihr drittes Album One of the Boys schaffte zwar hohe Chartplatzierungen, wurde aber nur knapp 250.000 Mal verkauft und die ausgekoppelten Singles erreichten nur noch mittlere Ränge. Am 28. Juli 2009 verlor Wilson deshalb ihren Plattenvertrag mit Sony Music Nashville. In den Country-Charts wurde sie letztmals 2011 verzeichnet. Bis 2010 wurde sie zehn Mal für den Grammy nominiert und konnte den Preis Anfang 2005 für die beste weibliche Country-Gesangsdarbietung für Redneck Woman in Empfang nehmen.
Nach dem Verlust ihres Plattenvertrags gründete Wilson 2009 ihr eigenes Plattenlabel Redneck Records. Hier erschien 2010 das Album I Got Your Country Right Here. Auch in den folgenden Jahren erschienen ihre Alben auf diesem Indie-Label, zuletzt Ready to Get Rowdy im Jahr 2017.
Am 7. Mai 2025 gewann Wilson als Pearl die 13. Staffel der US-amerikanischen Version von The Masked Singer.
Wilson vertritt einen traditionellen Musikstil, angereichert mit Rock-Elementen. In ihren Texten beschreibt sie oft eigene Lebenserfahrungen und Lebensumstände, zum Beispiel als Kellnerin.

## Diskografie

### Studioalben
| Jahr | Titel                         | Höchstplatzierung, Gesamtwochen, AuszeichnungChartplatzierungen (Jahr, Titel, Platzierungen, Wochen, Auszeichnungen, Anmerkungen) | Höchstplatzierung, Gesamtwochen, AuszeichnungChartplatzierungen (Jahr, Titel, Platzierungen, Wochen, Auszeichnungen, Anmerkungen) | Höchstplatzierung, Gesamtwochen, AuszeichnungChartplatzierungen (Jahr, Titel, Platzierungen, Wochen, Auszeichnungen, Anmerkungen) | Anmerkungen                              |
| Jahr | Titel                         | UK | US | Country | Anmerkungen                              |
| ---- | ----------------------------- | --- | --- | --- | ---------------------------------------- |
| 2004 | Here for the Party            | UK60 (2 Wo.)UK | US2 ×5Fünffachplatin · (102 Wo.)US                                                                                                | Country1 (104 Wo.)Country | Erstveröffentlichung: 11. Mai 2004       |
| 2005 | All Jacked Up                 | — | US1 Platin · (28 Wo.)US | Country1 (81 Wo.)Country | Erstveröffentlichung: 27. September 2005 |
| 2007 | One of the Boys               | — | US5 (10 Wo.)US | Country1 (26 Wo.)Country | Erstveröffentlichung: 15. Mai 2007       |
| 2010 | I Got Your Country Right Here | — | US34 (5 Wo.)US | Country6 (23 Wo.)Country | Erstveröffentlichung: 30. März 2010      |
| 2013 | Right On Time                 | — | US91 (1 Wo.)US | Country24 (6 Wo.)Country | Erstveröffentlichung: 2. April 2013      |
| 2013 | Under the Covers              | — | — | Country40 (4 Wo.)Country | Erstveröffentlichung: 4. Juni 2013       |

Weitere Studioalben
- 2013: Christmas in My Heart
- 2017: Ready to Get Rowdy

### Livealben
- 2014: Still Here for the Party

### Kompilationen
| Jahr | Titel                                      | Höchstplatzierung, Gesamtwochen, AuszeichnungChartplatzierungen (Jahr, Titel, Platzierungen, Wochen, Auszeichnungen, Anmerkungen) | Höchstplatzierung, Gesamtwochen, AuszeichnungChartplatzierungen (Jahr, Titel, Platzierungen, Wochen, Auszeichnungen, Anmerkungen) | Höchstplatzierung, Gesamtwochen, AuszeichnungChartplatzierungen (Jahr, Titel, Platzierungen, Wochen, Auszeichnungen, Anmerkungen) | Anmerkungen                           |
| Jahr | Titel                                      | UK | US | Country | Anmerkungen                           |
| ---- | ------------------------------------------ | --- | --- | --- | ------------------------------------- |
| 2010 | Greatest Hits                              | — | US168 (1 Wo.)US | Country24 (33 Wo.)Country | Erstveröffentlichung: 19. Januar 2010 |
| 2012 | Playlist: The Very Best of Gretchen Wilson | — | — | Country71 (5 Wo.)Country | Erstveröffentlichung: 31. Januar 2012 |

Weitere Kompilationen
- 2014: Snapshot

### Singles
| Jahr | Titel Album                                               | Höchstplatzierung, Gesamtwochen, AuszeichnungChartplatzierungen (Jahr, Titel, Album, Platzierungen, Wochen, Auszeichnungen, Anmerkungen) | Höchstplatzierung, Gesamtwochen, AuszeichnungChartplatzierungen (Jahr, Titel, Album, Platzierungen, Wochen, Auszeichnungen, Anmerkungen) | Höchstplatzierung, Gesamtwochen, AuszeichnungChartplatzierungen (Jahr, Titel, Album, Platzierungen, Wochen, Auszeichnungen, Anmerkungen) | Anmerkungen                                            |
| Jahr | Titel Album                                               | UK | US | Country | Anmerkungen                                            |
| --- | --------------------------------------------------------- | --- | --- | --- | ------------------------------------------------------ |
| 2004 | Redneck Woman Here for the Party                          | UK42 (2 Wo.)UK | US22 Gold + Platin (Mastertone) · (20 Wo.)US                                                                                             | Country1 (22 Wo.)Country | Erstveröffentlichung: 23. Mai 2004                     |
| 2004 | Here for the Party                                        | — | US39 Gold · (17 Wo.)US | Country3 (20 Wo.)Country | Erstveröffentlichung: 1. Juli 2004                     |
| 2004 | When I Think About Cheatin’ Here for the Party            | — | US39 (11 Wo.)US | Country4 (20 Wo.)Country | Erstveröffentlichung: 25. Oktober 2004                 |
| 2005 | Homewrecker Here for the Party                            | — | US56 (13 Wo.)US | Country2 (20 Wo.)Country | Erstveröffentlichung: 17. Januar 2005                  |
| 2005 | All Jacked Up                                             | — | US42 Gold · (11 Wo.)US | Country8 (20 Wo.)Country | Erstveröffentlichung: 1. August 2005                   |
| 2005 | I Don’t Feel Like Loving You Today All Jacked Up          | — | — | Country22 (20 Wo.)Country | Erstveröffentlichung: 22. Oktober 2005                 |
| 2006 | Politically Uncorrect All Jacked Up                       | — | — | Country23 (19 Wo.)Country | Erstveröffentlichung: 14. April 2006 mit Merle Haggard |
| 2006 | California Girls All Jacked Up                            | — | — | Country25 (17 Wo.)Country | Erstveröffentlichung: 16. Juni 2006                    |
| 2006 | Come to Bed One of the Boys                               | — | — | Country32 (20 Wo.)Country | Erstveröffentlichung: 30. Oktober 2006 mit John Rich   |
| 2007 | One of the Boys                                           | — | — | Country35 (12 Wo.)Country | Erstveröffentlichung: 14. Mai 2007 mit Merle Haggard   |
| 2007 | You Don’t Have to Go Home One of the Boys                 | — | — | Country53 (12 Wo.)Country | Erstveröffentlichung: 1. Oktober 2007                  |
| 2008 | Don’t Do Me No Good –                                     | — | — | Country43 (13 Wo.)Country | Promosingle                                            |
| 2009 | Work Hard, Play Harder I Got Your Country Right Here      | — | — | Country18 (35 Wo.)Country | Erstveröffentlichung: 26. Oktober 2009                 |
| 2010 | I Got Your Country Right Here                             | — | — | Country53 (10 Wo.)Country | Erstveröffentlichung: 16. August 2010                  |
| 2011 | I’d Love to Be Your Last I Got Your Country Right Here    | — | — | Country47 (14 Wo.)Country | Erstveröffentlichung: 31. Januar 2011                  |
| Folgende Lieder erschienen nicht als Single, wurden aber durch das Album zum Download und Streaming bereitgestellt und konnten somit eine Platzierung erlangen: |                                                           | | | |                                                        |
| |                                                           | | | |                                                        |
| 2004 | Red Bird Fever –                                          | — | — | Country60 (1 Wo.)Country |                                                        |
| 2005 | Our America Comin’ to Your City                           | — | — | Country44 (2 Wo.)Country | mit Big & Rich & Cowboy Troy                           |
| 2010 | I Want a Hippopotamus for Christmas Christmas in My Heart | — | — | Country47 (2 Wo.)Country |                                                        |

Weitere Singles
- 2009: If I Could Do It All Again
- 2012: One Good Friend
- 2013: Still Rollin’
- 2013: Crazy
- 2014: Chariot
- 2016: Rowdy
- 2017: Summertime Town
- 2018: Stacy

### Gastbeiträge
| Jahr | Titel Album                    | Höchstplatzierung, Gesamtwochen, AuszeichnungChartsChartplatzierungen (Jahr, Titel, Album, Platzierungen, Wochen, Auszeichnungen, Anmerkungen) | Anmerkungen                                   |
| Jahr | Titel Album                    | Country | Anmerkungen                                   |
| ---- | ------------------------------ | --- | --------------------------------------------- |
| 2006 | That’s How They Do It in Dixie | Country35 (20 Wo.)Country | mit Hank Williams, Jr., Big & Rich & Van Zant |
| 2011 | Fake I.D. Footloose O.S.T.     | Country47 (11 Wo.)Country | mit Big & Rich                                |

## Videoalben
- 2006: Undressed (US: Platin)

## Auszeichnungen für Musikverkäufe
| Goldene Schallplatte - Australien - 2005: für das Album Here for the Party - Kanada - 2005: für das Album All Jacked Up | Platin-Schallplatte - Kanada - 2005: für das Album Here for the Party |

Anmerkung: Auszeichnungen in Ländern aus den Charttabellen bzw. Chartboxen sind in ebendiesen zu finden.
| Land/RegionAuszeichnungen für Musikverkäufe (Land/Region, Auszeichnungen, Verkäufe, Quellen) | Gold     | Platin     | Verkäufe  | Quellen         |
| -------------------------------------------------------------------------------------------- | -------- | ---------- | --------- | --------------- |
| Australien (ARIA)                                                                            | Gold1    | —          | 35.000    | aria.com.au     |
| Kanada (MC)                                                                                  | Gold1    | Platin1    | 150.000   | musiccanada.com |
| Vereinigte Staaten (RIAA)                                                                    | 3× Gold3 | 8× Platin8 | 8.600.000 | riaa.com        |
| Insgesamt                                                                                    | 5× Gold5 | 9× Platin9 |           |                 |